# Ołeksandriwka (rejon kupiański)
Ołeksandriwka (ukr. Олександрівка) – wieś na Ukrainie, w obwodzie charkowskim, w rejonie kupiańskim. W 2001 liczyła 170 mieszkańców, spośród których 161 posługiwało się językiem ukraińskim, 8 rosyjskim, a 1 innym.